# Heinz Hardt

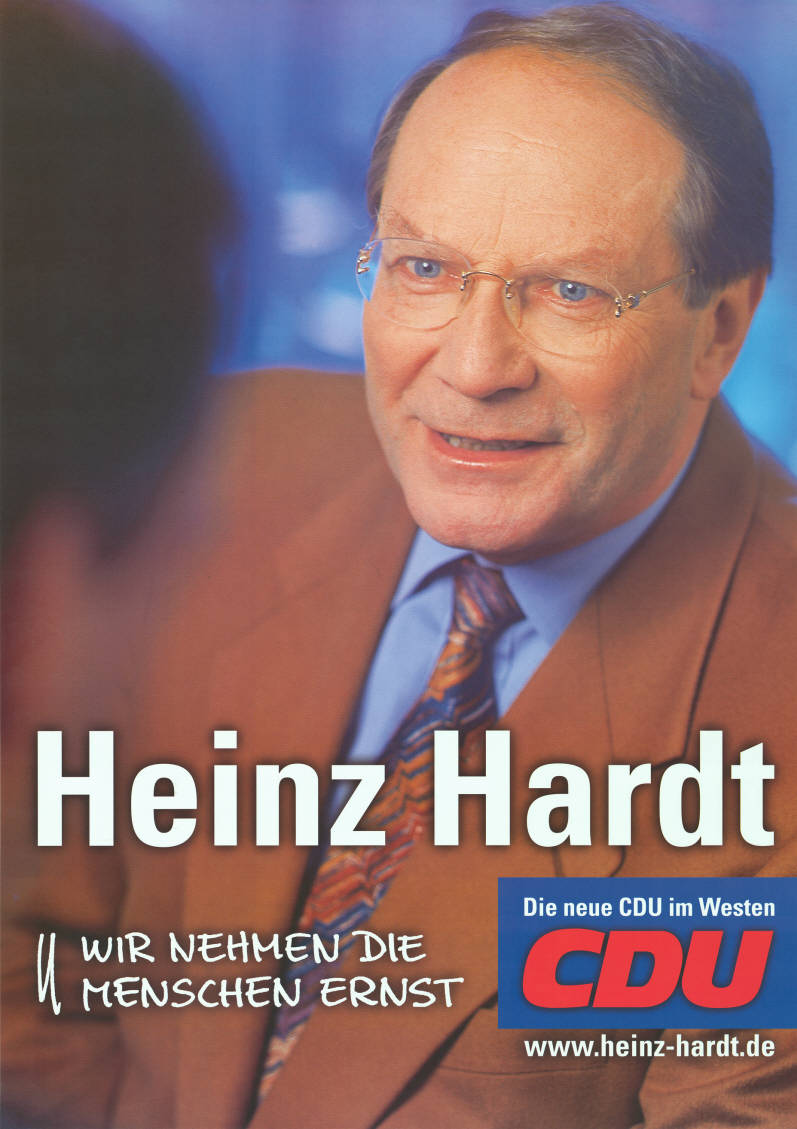
Heinz Hardt auf einem Landtagswahlplakat 2000

Heinz Hardt (* 24. September 1936 in Düsseldorf; † 7. August 2025) war ein deutscher Ingenieur und Politiker (CDU).

## Leben
Nach dem Volksschulabschluss 1951 absolvierte Hardt von 1951 bis 1954 eine Lehre als Technischer Zeichner im Fach für Sanitäre Installation und Heizung, erlangte 1955 an der Abendschule die Fachschulreife und besuchte anschließend von 1955 bis 1957 die Abendschule/Fachschule für Heizungstechnik, die er als Ingenieur gemäß § 3 Abs. 2 des Ingenieur-Gesetzes vom 5. Mai 1970 abschloss. Er arbeitete von 1954 bis 1980 als Technischer Angestellter bei der Stadtverwaltung Düsseldorf.

## Partei
Hardt trat 1961 der CDU bei, wurde 1967 Mitglied im Kreisvorstand der CDU Düsseldorf und amtierte von 1967 bis 1971 als Kreisvorsitzender der Jungen Union Düsseldorf sowie von 1969 bis 1971 als Bezirksvorsitzender der Jungen Union Rhein-Wupper. Er gehörte von 1977 bis 1986 dem Landesvorstand der CDU Rheinland an und wurde 1987 Mitglied im Landesvorstand der CDU Nordrhein-Westfalen.

## Abgeordneter
Dem Landtag von Nordrhein-Westfalen gehörte er vom 26. Juli 1970 bis 2. Juni 2005 an. Dort war er von 1985 bis 2002 Parlamentarischer Geschäftsführer der CDU-Landtagsfraktion. Von 1994 bis 1998 war er Mitglied im Rat und Bürgermeister der Landeshauptstadt Düsseldorf.
Hardt verstarb am 7. August 2025 im Alter von 88 Jahren.

## Ehrungen
- 1984: Verdienstkreuz 1. Klasse der Bundesrepublik Deutschland
- 2017: Verdienstorden des Landes Nordrhein-Westfalen[2][3]